# Gaston Fromont
Gaston Jacques Jean Fromont (Willebroek, 1 juli 1881 - 11 augustus 1965) was een Belgisch politicus voor de BWP / BSP.

## Levensloop
Fromont stamde uit een gezin met elf kinderen. Als veertienjarige begon hij te werken in de Willebroekse metaalnijverheid als paswerker bij Minerva Motors en werd hij actief in de socialistische arbeidersbeweging, waarbij vooral de muziek-, zang- en toneelactiviteiten zijn aandacht genoten. In 1906 stichtte hij de toneelkring 'Voor en door het volk'. In 1915 werd hij voorzitter van de Harmonie Vooruit. Vanaf 1911 stond hij als kandidaat op de kieslijst voor de gemeenteraadsverkiezingen. Van 1915 tot 1919 was hij werkend lid van het Nationaal Hulp- en Voedingscomité voor het arrondissement Mechelen.  
Na de Eerste Wereldoorlog werd hij bediende bij de Socialistische Mutualiteiten. In 1921 werd hij verkozen tot gemeenteraadslid en tot eerste schepen van Willebroek. In 1928 werd hij benoemd tot burgemeester, een ambt dat hij bekleedde tot in 1952. Er was een onderbreking van zijn burgemeesterschap tijdens de oorlog, toen hij werd afgezet door de bezetter. Hij zat ook enkele maanden gevangen in het Fort van Breendonk. 
Tijdens zijn burgemeesterschap richtte de gemeente Willebroek op: een middelbare nijverheidsschool, middelbare avondscholen voor beroeps- en handelswetenschappen, een muziekschool en een bibliotheek. 
Van 1921 tot 1929 was Fromont provincieraadslid en van 1932 tot 1949 was hij lid van het parlement:
- van februari tot november 1932 als provinciaal senator,
- van november 1932 tot 1949 als volksvertegenwoordiger voor het arrondissement Mechelen.

Tijdens zijn loopbaan was hij ook nog:
- secretaris van de socialistische ziekenkas, afdeling Willebroek,
- bestuurder van de SM Vooruit Mechelen-De Proletaar,
- afgevaardigd bestuurder van de Interkommunale Schoolkolonie Kinderwelvaren, Sint-Katelijne-Waver,
- voorzitter van het bestuurscollege van de Rijksmiddelbare School, Willebroek,
- voorzitter van het gewestelijk comité Mechelen en van het plaatselijk comité Willebroek van het Nationaal werk ter bescherming der wezen van arbeidsslachtoffers,
- bestuurder van de Kleine Landeigendom gewest Mechelen,
- lid van het beschermingscomité van het Werk der gezonde woningen-arrondissement Mechelen,
- lid van de Algemene Raad van de Belgische Socialistische Partij en van het arrondissementsbestuur van de BSP-federatie Mechelen,
- voorzitter van de Maatschappij voor Huisvesting, Willebroek.